# Freischreiber
Freischreiber e. V. – Berufsverband freier Journalistinnen und Journalisten wurde im November 2008 in Berlin gegründet und vertritt die Interessen hauptberuflicher freier Journalisten in Deutschland. Der Sitz befindet sich in Hamburg, die Mitgliederzahl beträgt knapp 900. Deutschlandweit gibt es mehrere Regional- und fünf Arbeitsgruppen. Die Mitglieder arbeiten vor allem im Bereich Print, aber auch im Hörfunk, Fernsehen und Online. Freischreiber setzt sich für eine klare Abgrenzung des Journalismus von Öffentlichkeitsarbeit ein.

## Entstehung
Freischreiber geht auf eine Initiative der Journalisten Kai Schächtele und Felix Zimmermann aus dem Februar 2008 zurück. Zur Gründungsversammlung trafen sich im Herbst 2008 in Berlin 150 Teilnehmer. Der Verband ist offiziell entstanden, weil sich viele freie Journalisten von den Gewerkschaften nicht ausreichend vertreten fühlen. Die Gründung fällt in eine Zeit, in der freie Journalisten zudem für Redaktionen wichtiger werden: Sie übernehmen immer mehr Aufgaben, da Verlage und Sender zunehmend Personal entlassen.
Die Gründer kritisierten, dass sich die Arbeitsbedingungen für freie Journalisten verschlechtern, weil viele Medienunternehmen Honorare kürzen und versuchen, Beiträge ohne zusätzliches Honorar in ihre Internetangebote zu integrieren oder an Dritte weiter zu verkaufen (Buy-Out). Der Verband sieht sich nicht als Konkurrenz, sondern als Ergänzung zu den  Gewerkschaften: Freischreiber versteht sich als Vertretung von Unternehmern, was Konflikte mit den Gewerkschaften nicht ausschließt. Vorbild ist die Organisation für freie Fotografen Freelens, die auch Kooperationspartner ist.

## Selbstverpflichtung
Die Mitglieder von Freischreiber unterschreiben folgende Grundsätze: „Ich verpflichte mich zur Wahrung der journalistischen Unabhängigkeit. Ich lege Abhängigkeiten und Interessenverflechtungen offen. Ich lanciere keine als Journalismus getarnten PR-Beiträge. Ich lasse mich nicht von zwei Seiten bezahlen. Solche Praktiken sind mit meinem Verständnis von Journalismus unvereinbar.“ Prinzipien sind Qualität, Unabhängigkeit, Zuverlässigkeit und eine vertrauensvolle Zusammenarbeit mit den Redaktionen.

## Organisation
Freischreiber wird von einem fünfköpfigen Vorstand geleitet. Vorsitzende ist seit Februar 2024 die Architekturjournalistin Eva Bodenmüller. Stellvertretende Vorsitzende sind Elisa Kautzky und Lisbeth Schröder. Sitz der Geschäftsstelle ist Hamburg. Freischreiber-Mitglieder treffen sich regelmäßig in vielen Städten, unter anderem in Hamburg, Berlin, München, Köln, Leipzig, Frankfurt/Mainz, Bonn, sowie in Baden-Württemberg. Mitglied kann jeder hauptberuflich tätige freie Journalist werden, der in der Künstlersozialkasse registriert ist. Ausnahmen gelten für freie Journalisten, die v. a. beim öffentlich-rechtlichen Rundfunk arbeiten sowie für im Ausland arbeitende freie Korrespondenten. Über die Aufnahme entscheidet der Aufnahmeausschuss.

## Ziele und Leistungen
Der Verband kämpft für bessere Arbeits- und Honorarbedingungen und vernetzt die freien Journalisten untereinander. Er bietet seinen Mitgliedern Beratung, zum Beispiel in Steuer- und Rechtsfragen. Das von den Verlagen geforderte Leistungsschutzrecht sieht er kritisch und unterstützt die Initiative IGEL. Er wendet sich gegen Buy-Out-Verträge, vertritt die Mitglieder gegenüber den Redaktionen und möchte einen unabhängigen Qualitätsjournalismus sicherstellen. Als Grundlage für die Zusammenarbeit mit den Redaktionen hat Freischreiber einen „Code of Fairness“ entwickelt.

## Lobbyarbeit
Freischreiber hat sich erfolgreich für die vollständige Ausschüttung der VG-Wort-Tantiemen an die Autorinnen und Autoren eingesetzt. Weiterhin engagiert sich der Verband bei den Themen „Arbeitsrecht“ und „Urheberrecht“ und führt dazu politische Gespräche.

### Kampagnen
Mit einer Spenden-Kampagne im Juni 2009 „Helft Gruner + Jahr!“ machte Freischreiber auf den Sparkurs des Medienhauses aufmerksam. Im November 2009 organisierte der Verband eine Lesetour durch Deutschland. Stationen waren Berlin, Köln, München und Hamburg.
Im Dezember 2009 startete der Verband die Kampagne „Ohne Freie fehlt was“, die veranschaulichen soll, wie groß der Anteil freier Journalisten, Illustratoren und Fotografen an Zeitschriften und Magazinen ist. Dazu hat der Verband auf seiner Webseite zum Beispiel unter der Überschrift „Wir sind 60% Zeit-Magazin“ die Seiten einer Ausgabe des Zeit-Magazins gespiegelt und die Texte, die von freien Journalisten stammen, geweißt.
Im Jahr 2014 hat Freischreiber die Qualitätsjournalismus-Kampagne der Wochenzeitung Die Zeit parodiert. Damit machte der Verband auf die Arbeitsbedingungen der freien Journalisten aufmerksam.
2015 hat Freischreiber die äußerst kurzfristige Beendigung der Zusammenarbeit mit Freien beim Tagesspiegel öffentlich gemacht. Da der Tagesspiegel Verluste im Anzeigenbereich als Grund für seine Reaktion angegeben hatte, schaltete Freischreiber selbst Kleinanzeigen, die auf den Fall hinwiesen. In der Folge nahm der Tagesspiegel die Zusammenarbeit mit freien Journalisten wieder auf.
2016 hat Freischreiber sich im Zuge der Debatte über die Scheinselbstständigkeit für die Freien bei Gruner & Jahr eingesetzt und rechtssichere Rahmenbedingungen für die Betroffenen gefordert.
Freischreiber hat das Honorartool wasjournalistenverdienen.de ins Leben gerufen und 2023 gemeinsam mit dem Oberauer Verlag neu aufgesetzt. Hier können Freie ihre Honorare anonym eintragen, um so einen Rundumblick über den Verdienst in der Branche zu ermöglichen.

### Kongresse
Der Verband beteiligte sich als Kooperationspartner und mit Workshops bei den Jahrestagungen von Netzwerk Recherche.
Im September 2010 fand der erste „Freischreiber-Zukunftskongress“ in Hamburg statt. Der Kongress thematisierte, wie freie Journalisten den Medienwandel nutzen können, welche Chancen und Möglichkeiten er bietet und welche Risiken sich auftun. Gäste waren Bernhard Pörksen, Henryk M. Broder, Gabi Bauer, Lukas Heinser, Stephan Weichert. Beim fünfjährigen Jubiläum hielt Jan Böhmermann die Festrede. Im April 2016 und April 2017 gab es weitere Kongresse. Gäste waren u. a. Wolf Lotter, Daniela Kraus und Constantin Seibt.

### Himmel-und-Hölle-Preis
Seit 2011 vergibt der Verband den Himmel-und-Hölle-Preis für die besten Förderer beziehungsweise schlimmsten Blockierer des freien Journalismus. Die Preisträger und die Statuten der Vergabe sind auf der Freischreiber-Website nachzulesen. Mit dem Himmelpreis wurden bisher u. a. Brand eins, Cicero, Martin Vogel, Konrad Schwingenstein und die Redaktion „Hintergrund“ des Deutschlandfunks.ausgezeichnet. Zu den Hölle-Preisträgern gehörten bislang u. a. die Süddeutsche Zeitung, der Tagesspiegel und der Bonner Generalanzeiger.

## Bekannte Mitglieder (Auswahl)
- Vito Avantario (* 1965), Journalist und Autor
- Silke Burmester (* 1966), Journalistin, Kolumnistin und Autorin
- Julia Friedrichs (* 1979), Journalistin und Autorin
- Karim El-Gawhary  (* 1963), Journalist
- Kathrin Hartmann (* 1972), Journalistin und Autorin
- Astrid Herbold (* 1973), Journalistin und freie Autorin
- Philipp Maußhardt (* 1958), Journalist
- Wolfgang Michal (* 1954), Autor und Journalist
- Stefan Niggemeier (* 1969), Medienjournalist
- Petra Reski (* 1958), Journalistin und Schriftstellerin
- Anne Zielke (* 1972), Schriftstellerin und Journalistin
- Dirk Liesemer (* 1977), Journalist und Autor
- Benno Stieber (* 1972), freier Korrespondent und Autor

## Auszeichnung
Journalisten des Jahres 2010, vergeben vom Medium Magazin, Kategorie Sonderpreis für das ehrenamtliche Engagement.

## Sonstiges
Nach dem Vorbild des deutschen Vereins wurde im Juni 2014 in Österreich der Verein Freischreiber Österreich – Verein zur Förderung des freien Journalismus gegründet.